# Enslavement of Beauty
Enslavement of Beauty es una banda de black metal sinfónico de Noruega. Se formó en enero de 1995 por Ole Alexander Myrholt (vocalista y letrista) y Tony Eugene Tunheim (guitarras y composición). La banda pasó los años siguientes componiendo y grabando material y por tanto desarrollando su expresión. En el verano de 1998, grabaron el demo CD ""Devilry & Temptation" que les supuso un acuerdo con Head Not Found/Voices of Wonder. Esto resultó en el lanzamiento, en 1999, de "Traces O' Red", que tuvo una respuesta muy positiva. Un noviembre de 2000 grabaron su segundo álbum "Megalomania" acompañados por el batería Asgeir Mickelson (Borknagar/Spiral Architect) y el bajo Hans-Aage Holmen. En 2007 se lanzó su tercer álbum "Mere Contemplations" con  I.N.R.I. Unlimited label. Líricamente, su trabajo está influenciado por las obras de William Shakespeare y el Marqués de Sade.

## Álbumes
- Traces o' Red (Head Not Found, 1999)
- Megalomania (Head Not Found, 2001)
- Mere Contemplations (INRI Recordings, 2007)
- The Perdition EP (2009)